# Ju-on 2
Ne doit pas être confondu avec Ju-on: The Grudge 2.
Série
Ju-on
(2000) Ju-on: The Grudge
(2002)
Pour plus de détails, voir Fiche technique et Distribution.
Ju-on 2 (呪怨2, Juon 2, titre anglais : Ju-On : The Curse 2) est un film d'horreur japonais écrit et réalisé par Takashi Shimizu, sorti directement en vidéo en mars 2000. Il s'agit de la suite directe de Ju-on.
En visitant une maison à la demande de son frère Tatsuya Suzuki, Kyoko Suzuki ressent une présence maléfique. Elle met en garde son frère de ne pas la vendre sans en prévenir les futurs locataires. Plus tard, elle découvre les faits horribles qui s'y sont déroulés et apprend que Tatsuya a vendu la maison. En allant chez ce dernier, elle découvre son neveu Nobuyuki en état de choc.

## Synopsis
Le film s'ouvre sur un texte écrit sur fond blanc : "La malédiction de celui qui meurt en proie à une puissante colère se manifeste dans les endroits où ce dernier a vécu. Ceux qui y sont confrontés meurent et la malédiction se perpétue."
Le film se divise en plusieurs chapitres, dont chacun porte pour titre le nom d'un personnage.
Kayako : Shunsuke entend Toshio semblant parler avec quelqu'un, à l'étage. Toshio, regardant fixement le placard, Shunsuke comprend qu'il se passe des choses étranges. Son téléphone sonne. C'est Takeo qui l'appelle pour l'informer de la naissance de sa fille, qu'il tue après avoir raccroché le combiné. Shunsuke est mort, pétrifié par le fantôme de Kayako, alors qu'il tentait de quitter la maison des Saeki. Dans une ruelle, quelque chose, dans un sac poubelle, semble se diriger vers Takeo.
Kyoko : Kyoko Suzuki, la sœur de Tatsuya Suzuki, se rend à l'agence immobilière de son frère. Celui-ci lui parle d'une maison réputée hantée, qu'il souhaite vendre.
Il s'y rend avec Kyoko, et, à peine entrée à l'intérieur, celle-ci se montre mal à l'aise et ressent la présence d'esprits maléfiques. Elle boit une gorgée de saké mais le recrache aussitôt. Elle informe son frère que le saké perçoit les mauvais esprits, et que s'il y en a quelque part, le saké a un très mauvais goût.
Elle reçoit un appel de son frère le lendemain, où il l'informe qu'il a vendu la maison. Alors qu'elle s'y rend, elle aperçoit une femme la regarder, le regard vide. Kyoko en est effrayée et redoute le pire. Chez son frère, son neveu Nobuyuki regarde un film d'horreur à la télé. Alors que la femme du film le regarde d'un drôle d'air, et de la neige apparaissant à plusieurs reprises sur l'écran, Nobuyuki se rapproche du poste, mais semble effrayé par quelque chose.
En se rendant chez son frère, Kyoko retrouve Nobuyuki en état de choc et meurt de peur en apercevant un flashback dans lequel Takeo assassine la femme de Shunsuke Kobayashi et lui ouvre le ventre afin d'y extraire leur enfant.
Tatsuya : Mme Kitada se rend à la boîte aux lettres pour y chercher le courrier. Le facteur s'arrête chez elle et l'informe qu'elle a reçu un colis. Le facteur étant parti, et après avoir signé le bon de livraison, elle ouvre le colis qui contient le journal intime de Kayako et le dessin de Toshio. Mme Kitada, possédée par le pouvoir du journal de Kayako, assassine son mari à coup de poêle à frire. De son côté, Tatsuya se rend chez ses parents où sa mère se montre extrêmement euphorique à la vue du fantôme de Kyoko, possédée par l'esprit de l'épouse Kobayashi, tenant une poupée en porcelaine dans ses bras. Elle meurt d'une crise de rire, son mari meurt pétrifié par le fantôme de Toshio, et Nobuyuki quitte leur maison. Tatsuya est plus tard tué par Kayako, qui possédait le corps de Mme Kitada.
Kamio : Kamio et Lizuka, agents de police, se rendent chez leur ancien collègue, Yoshikawa, qui a enquêté sur la maison des Saeki. Celui-ci se montre depuis catatonique et est en proie à des crises de démence à la vue de quelqu'un. Yoshikawa et sa femme sont tués plus tard par le fantôme de Kayako, de même que Kamio, et Lizuka disparaît de façon mystérieuse.
Nobuyuki : Nobuyuki est dans son école, et il aperçoit une femme le regarder, sous la pluie. Ses camarades l'intimident en disant de lui qu'il est bizarre et étrange, mais des filles le défendent. Soudain, l'école se montre vide et Nobuyuki est poursuivi par plusieurs fantômes de Kayako et est assassiné par l'un d'eux : son fantôme hante maintenant l'école.
Saori : On aperçoit un plan extérieur de la maison des Saeki où Saori, Chiaki, Ayano et Izumi sont à l'intérieur de celle-ci, inhabitée depuis. Izumi quitte les lieux, effrayée. Saori trouve une bouteille de saké dans la pièce, en boit une gorgée et le recrache aussitôt. Elle et ses amies entendent un miaulement, puis le cri de Kayako se fait entendre, raccordant le chapitre au film Ju-on: The Grudge.

## Fiche technique
- Titre original : 呪怨2
- Titre international : Ju-on: The Curse 2
- Titre français : Ju-on 2
- Réalisation : Takashi Shimizu
- Scénario : Takashi Shimizu
- Photographie : Nobuhito Kisuki
- Musique : Gary Ashiya
- Production : Takashige Ichise, Kazuo Katō et Masaaki Takashima
- Société de production : Toei Video Company
- Sociétés de distribution : Toei Video
- Pays d’origine :  Japon
- Langue originale : japonais
- Format : couleur — 1,33 : 1 — Dolby
- Genre : horreur
- Durée : 76 minutes
- Date de sortie :
  -  Japon : 25 mars 2000
- Sortie DVD : 1er novembre 2007 en France (inclus dans les bonus du DVD Ju-on: The Grudge 2)

## Distribution
- Yuko Daike : Kyoko Suzuki
- Makoto Ashikawa : Tatsuya Suzuki
- Kahori Fujii : Yoshimi Kitada
- Yūrei Yanagi : Shunsuke Kobayashi
- Ryota Koyama : Toshio Saeki
- Takako Fuji : Kayako Saeki
- Yūya Ozeki : Toshio Saeki
- Takashi Matsuyama : Takeo Saeki
- Kaei Ō : Hiroshi Kitada
- Tomohiro Kaku : Nobuyuki Suzuki
- Taizo Mizumura : Taiji Suzuki
- Harumi Matsukaze : Fumi Suzuki
- Yue : Manami Kobayashi
- Denden : Yoshikawa
- Taro Suwa : Kamio